# Паломничество на Землю
«Паломничество на Землю» — сатирический рассказ известного американского фантаста Роберта Шекли. Написан в 1956 году. Был впервые опубликован в 1956 году в журнале «Playboy» под названием «Love, Inc.» (также печатался потом как «Love, Incorporated»), под названием «Pilgrimage to Earth» напечатан в июне 1957 года в журнале фантастики «The Magazine of Fantasy and Science Fiction», чуть позже вышел в одноимённом авторском сборнике.
В произведении поднят вопрос об искусной имитации человеческих чувств, делающей их неотличимыми от настоящих (а то и превосходящих естественные).

## Сюжет
Фермер Альфред Саймон с далёкой планеты всю жизнь мечтал о любви — страстной и романтической, которая, по его мнению, возможна только на матери-Земле. Накопив денег, он прилетает на Землю и получает то, что искал — страстную взаимную любовь прекрасной девушки… от компании «Любовь инкорпорейтед».
Однако уже на следующий день его ждёт глубокое разочарование: даже любовь на Земле — всего лишь ходовой товар отличного качества. Любовь вызывается гипнотическим внушением, а затем всё стирается из памяти работницы — чтобы до безумия любить следующего клиента. Директор предлагает Саймону «брак по любви с патентованной девственницей, прошедшей государственную инспекцию…», но все мечты фермера разбиты и он идёт вымещать холодный гнев в тир, расстреливая из автомата красоток.